# Auguste Wilbrandt-Baudius

Auguste Wilbrandt-Baudius als Herzogin in Reiherbusch, Burgtheater Wien

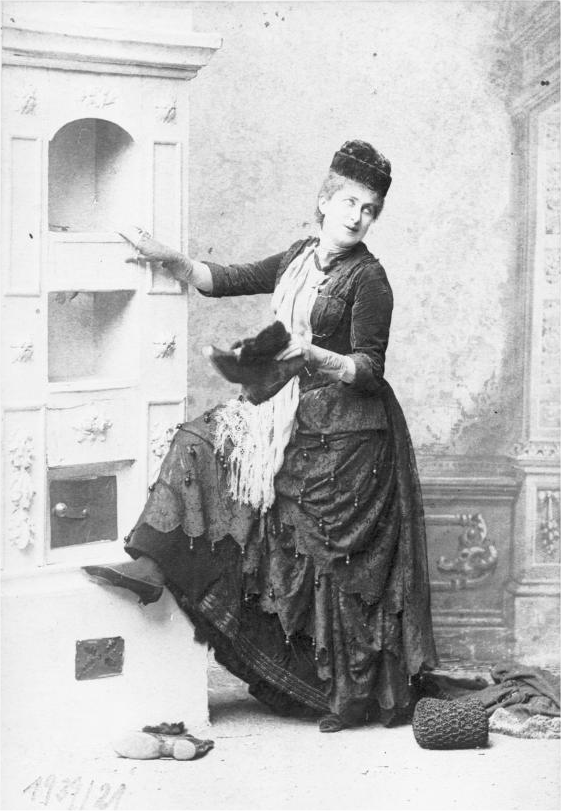
Szenenfoto in: Dies Paar Schuh, 1889

Auguste Wilbrandt-Baudius, geborene Auguste Baudius (* 1. Juni 1843 in Zwickau oder Leipzig; † 30. März 1937 in Wien) war eine deutsch-österreichische Schauspielerin.

## Leben
Ihren ersten künstlerischen Unterricht erhielt Auguste Baudius durch ihren Adoptivvater, den Schauspieler Karl Friedrich Baudius. Durch seine Unterstützung gelang ihr 1858 als „Julia“ ein erfolgreiches Debüt am Alten Theater in Leipzig. Anschließend gastierte sie in Dresden und wurde hierauf in Breslau als jugendliche Liebhaberin engagiert.

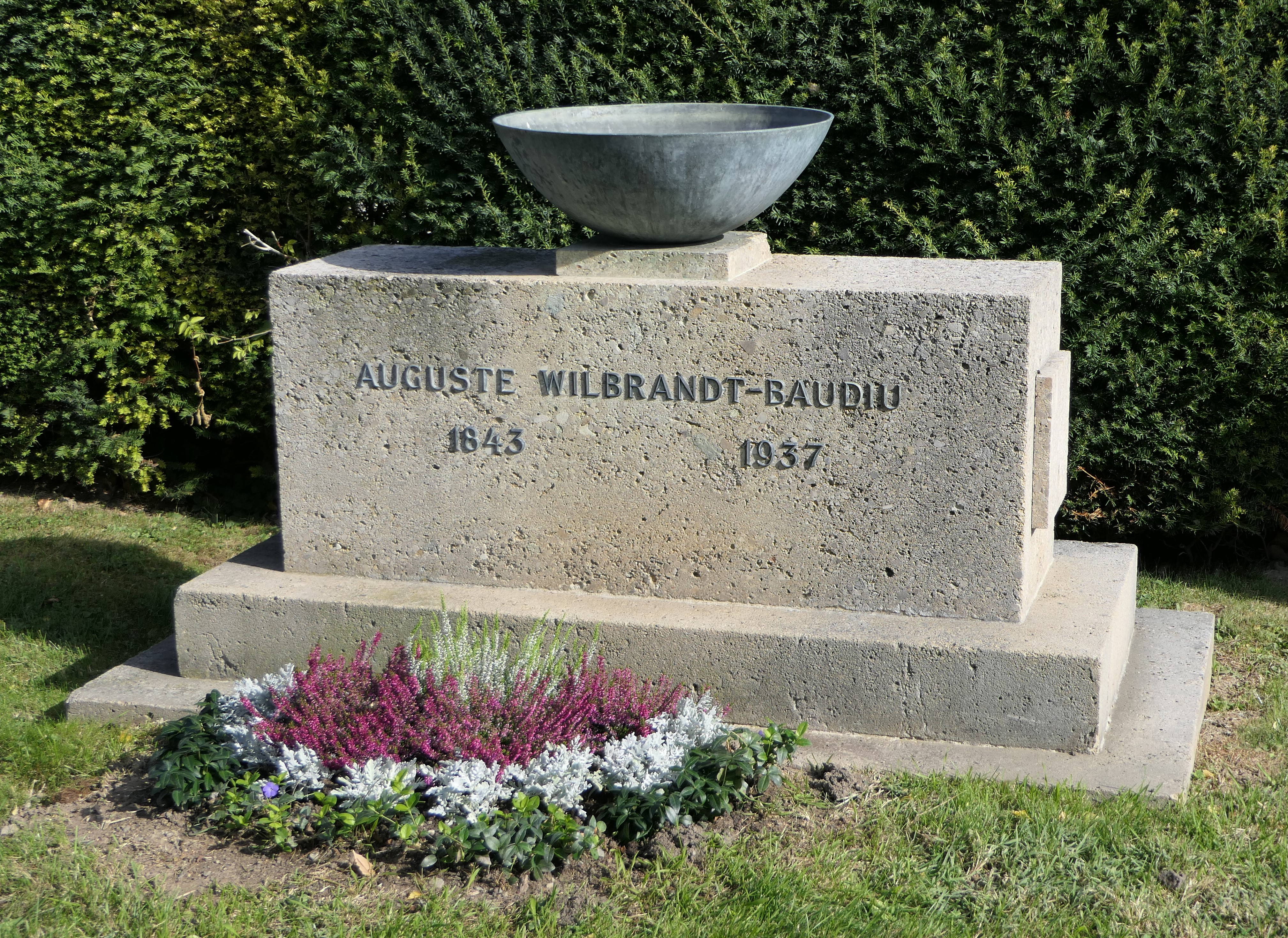
Grab von Auguste Wilbrandt-Baudius

Schon im April 1861 von Heinrich Laube an das Burgtheater nach Wien berufen, gehörte Baudius diesem bis 1878 als erste Liebhaberin im Lustspiel und Schauspiel an, wurde dann pensioniert und widmete sich ausschließlich dem Gastspiel. Am 24. Juni 1873 heiratete sie in Wien den Schriftsteller und Direktor des Wiener Burgtheaters Adolf von Wilbrandt. Neben vielen anderen Rollen spielte sie auch in den Stücken ihres Ehemannes und ihres Intendanten Eduard von Bauernfeld, da die Rollen dabei oft extra passend für sie geschrieben wurden.
1889 ging Wilbrandt-Baudius zum Theater an der Wien und erzielte dort am 4. Oktober desselben Jahres als „polnische Gräfin“ einen sensationellen Erfolg. 1893 wechselte sie zum neu eröffneten Raimund Theater, 1898 kehrte sie an das Wiener Burgtheater zurück. Neben ihrer schauspielerischen Tätigkeit unternahm sie Vortragsreisen und war auch schriftstellerisch tätig.
Im Alter von nahezu 94 Jahren starb Auguste Wilbrandt-Baudius am 30. März 1937 in Wien und fand auf dem Wiener Zentralfriedhof ihre letzte Ruhestätte. Ihr von der Stadt Wien gestiftetes Ehrengrab befindet sich in der Gruppe 32 C, Nummer 13.

## Rollen (Auswahl)
- Julia – Romeo und Julia (William Shakespeare)
- Annaliese – Die Anna-Liese (Hermann Hersch)
- Klärchen – Egmont (Johann Wolfgang von Goethe)
- Gretchen – Faust (Johann Wolfgang von Goethe)
- Käthchen – Käthchen von Heilbronn (Heinrich von Kleist)
- Luise – Kabale und Liebe (Friedrich Schiller)
- Mirandolina – Mirandolina (Carlo Goldoni)
- die Königin – Das Glas Wasser (Eugène Scribe)
- Bianca – Der Widerspenstigen Zähmung (William Shakespeare)
- polnische Gräfin – Affäre Clemenceau (Alexandre Dumas der Jüngere)
- Hermance – Kind des Glücks (Charlotte Birch-Pfeiffer)
- Karoline – Ich bleibe ledig! (Carl Blum)

## Werke
- Aus Kunst und Leben. Erinnerungsskizze einer alten Burgschauspielerin. Amalthea-Verlag, Zürich 1919.

## Zitat
Heinrich Laube berichtet in seiner „Geschichte des Burgtheaters“:
Ich war ausgegangen um eine jugendliche Liebhaberin zu suchen und fand mit ihr in Breslau den „Winkelschreiber“ (Adolf von Wilbrandt). Dieser mir ganz neue Titel stand auf dem Theaterzettel und unter dem Personale desselben figurierte ein Fräulein Baudius, welches ich sehen wollte.
Letzteres wurde mir nicht leicht; ich sah Akt für Akt zu, und sie erschien nicht, das Stück hatte vier Akte und der vierte Akt neigte sich zu Ende und sie erschien nicht. Es war natürlich, daß mir das Stück zu lang wurde.
Ich besetzte es im Zusehen und strich im Zusehen einen ganzen Akt, da kam die Schlußscene und endlich auch Fräulein Baudius mit dem außerordentlichen und dazu schüchternen Ausrufe „Mein Vater!“ Zu weiterem ließ ihr der Vorhang keine Zeit und ich war zum ersten Male in der Lage, nach zwei Wörtern eine jugendliche Liebhaberin zu beurteilen. Figur, Gang, feines Antlitz, schöne Augen und der Klang dieser zwei Worte hatte dernach für mich hingereicht und ich kam mit einem neuen Engagement und einem neuen Stück nach Wien zurück.